# 鍾年晃
鍾年晃（1966年10月27日—），臺灣資深媒體人，報社記者出身，現為臺灣時事評論員、電台與電視政論節目主持人。苗栗頭份客家人，淡江大學法文系畢業。

## 參政
2011年鍾年晃一度被民進黨直接徵召為臺北市萬華區、中正區立法委員提名人選，競爭者陳嘉銘認為應以民意調查為主。另一位競爭者顏聖冠則提出，高知名度的名嘴應到無人參選的選區較佳。最後鍾年晃表示，與陳、顏兩人皆為朋友，所以自動退出民意調查。

## 爭議
因在電視上批評前中國國民黨秘書長金溥聰，遭到金溥聰控告侵權，鍾年晃一審敗訴；鍾年晃表示「我沒有輸掉尊嚴」，一定會上訴到底。2012年6月19日臺灣高等法院合議庭二審判決金溥聰敗訴。
曾在政論節目談年金改革時，未經查證說出教師「年資從15歲算」，引發眾怒後在臉書更正。。

## 出版作品
| 出版日期   | 書名                                                    | 出版社             | ISBN               |
| 2000年1月  | 《走出金枝玉葉：阿扁嫂的故事》                          | 英特發股份有限公司 | ISBN 9579762139    |
| 2001年5月  | 《失落的民進黨》                                        | 商智文化           | ISBN 9576678900    |
| 2012年11月 | 《我的大話人生：「大話新聞」停播始末&我所認識的鄭弘儀》 | 前衛出版社         | ISBN 9789578016996 |

## 主持作品

### 廣播節目
| 播出日期               | 頻道         | 節目名         | 備註   |
|                        | 綠色和平電台 | 《政治沒放假》 | 已停播 |
|                        | 綠色和平電台 | 《新聞別晃神》 |        |
| 週一至週五13:00－14:00 | 講客廣播電臺 | 《新聞鍾點戰》 |        |

### 電視節目
| 播出日期                      | 頻道   | 節目名           | 備註         |
| 2018年1月15日－2018年12月27日 | 華視   | 《Online鍾點讚》 |              |
| 2023年                        | 鏡新聞 | 《大選鏡來講》   | 負責週四時段 |

### 網路節目
| 播出日期 | 頻道    | 節目名       | 備註 |
|          | youtube | 《94要客訴》 | 代班 |

## 外部連結
- 鍾年晃談天說地的Facebook專頁
- 鍾年晃的Instagram帳戶